# Zur (Bibel)
Zur ist im Alten Testament der Name dreier Personen.

## Etymologie
Der Name Zur (hebräisch צוּר ṣûr) bedeutet „(Gott) ist Fels“. Er ist die Kurzform des Namens Zuriël (hebräisch צוּרִיאֵל ṣûrî’el), welcher „Gott ist Fels“ bedeutet. Der Bedeutung des hebräischen Namens Zur entspricht die des griechischen Namens Petrus („Fels“).

## Zur, Vater der Kosbi
Ein midianitisches Sippenoberhaupt namens Zur wird in Num 25,15  erwähnt. Er ist Vater der Kosbi, die, nachdem sie mit dem Israeliten Simeoniter Simri sexuelle Beziehungen hatte, von Pinchas, dem Sohn des israelitischen Hohepriesters, getötet wird.

## Zur, König von Midian
Einer der fünf Könige von Midian namens Zur wird in Num 31,8  und Jos 13,21  erwähnt. Er fällt im Kampf des Mose gegen die Midianiter. Dieser erobert das Ostjordanland. Die anderen erwähnten Könige sind Ewi, Rekem, Hur und Reba.

## Zur, Vorfahr Sauls
Ein Benjaminiter und Vorfahr des König Sauls wird in 1 Chr 8,30  und 1 Chr 9,36  erwähnt. Er wohnte in Gibeon.